# Пальмовые стрижи
Пальмовые стрижи (лат. Cypsiurus) — род птиц семейства стрижиных.
Род включает 3 вида:
- Cypsiurus balasiensis — азиатский пальмовый стриж
- Cypsiurus parvus — пальмовый стриж
- Cypsiurus gracilis

Первый вид распространён в Южной и Юго-Восточной Азии, второй — в Африке южнее Сахары и на Аравийском полуострове, третий — на Мадагаскаре и Коморских островах.
Ранее род считался монотипичным и оба современных вида рассматривались в составе Cypsiurus parvus.
Длина тела около 10 см, тёмно-серое оперение. Гнездо из перьев и растительного пуха, а к нему 1-3 яйца, приклеивает к нижней стороне пальмового листа.